# Bedotiidae
Bedotiidae es una familia de peces con espina (Actinopterygii), conocidos como arco iris de Madagascar, debido a que son endémicos de Madagascar, cuenta con dos géneros.

## Características morfológicas
Como el nombre común indica, son peces de colores, alargados, comprimido lateralmente, y rara vez superan los 10 cm. La mayoría de las especies exhibe grados variables de dimorfismo sexual, que es bastante pronunciada en algunas especies. La aleta anal es débil o ausente.

## Distribución
Toda la familia Bedotiidae es endémica de Madagascar. Se reproducen exclusivamente en ambientes de agua dulce y se distribuyen en pequeños y medianos ríos y arroyos, a veces en pantanos y marismas, que abarca casi toda la ladera oriental de Madagascar.